# Laurence Olivier Awards 2010
Die 34. Laurence Olivier Awards 2010 wurden am 21. März 2010 im Grosvenor House Hotel in London von der Society of London Theatre vergeben, um herausragende Theater- und Musicalproduktionen zu würdigen. Ausgezeichnet wurden Produktionen der Theatersaison 2009/2010.

## Hintergrund
Der Laurence Olivier Award (auch Olivier Award) ist ein seit 1976 jährlich vergebener britischer Theater- und Musicalpreis. Er gilt als höchste Auszeichnung im britischen Theater und ist vergleichbar mit dem Tony Award am amerikanischen Broadway. Verliehen wird die Auszeichnung von der Society of London Theatre. Ausgezeichnet werden herausragende Darsteller und Produktionen einer Theatersaison, die im Londoner West End zu sehen waren. Die Auszeichnungen hießen zunächst Society of West End Theatre Awards und wurden 1985 zu Ehren des renommierten britischen Schauspielers Laurence Olivier in Laurence Olivier Awards umbenannt. Die Nominierten und Gewinner der Laurence Olivier Awards „werden jedes Jahr von einer Gruppe angesehener Theaterfachleute, Theaterkoryphäen und Mitgliedern des Publikums ausgewählt, die wegen ihrer Leidenschaft für das Londoner Theater“ bekannt sind.

## Gewinner und Nominierte
| Bestes neues Theaterstück | Bestes neues Musical |
| --- | --- |
| - The Mountaintop von Katori Hall – Trafalgar Studio 1 - Enron von Lucy Prebble – Royal Court Theatre / Noël Coward Theatre - Jerusalem von Jez Butterworth – Royal Court Theatre / Apollo Theatre - Red von John Logan – Donmar Warehouse | - Spring Awakening – Novello Theatre - Dreamboats and Petticoats – Savoy Theatre - Priscilla, Queen of the Desert – Palace Theatre - Sister Act – London Palladium |
| Beste Wiederaufnahme Theaterstück | Beste Wiederaufnahme Musical |
| - Cat on a Hot Tin Roof – Novello Theatre - A Streetcar Named Desire – Donmar Warehouse - A View from the Bridge – Duke of York’s Theatre - Arcadia – Duke of York’s Theatre - The Misanthrope – Comedy Theatre - Three Days of Rain – Apollo Theatre | - Hello, Dolly – Regent’s Park Open Air Theatre - A Little Night Music – Garrick Theatre - Annie Get Your Gun – Young Vic Theatre - Oliver – Theatre Royal Drury Lane |
| Beste neue Comedy | Bestes Entertainment |
| - The Priory von Michael Wynne – Royal Court Theatre - Calendar Girls von Tim Firth – Noël Coward Theatre - England People Very Nice von Richard Bean – National Theatre Olivier - Parlour Song von Jez Butterworth – Almeida Theatre | - Morecambe – Duchess Theatre - Arturo Brachetti: Change – Garrick Theatre - Derren Brown: Enigma – Adelphi Theatre |
| Bester Darsteller Theaterstück | Beste Darstellerin Theaterstück |
| - Mark Rylance als Johnny "Rooster" Byron in Jerusalem – Royal Court Theatre und Apollo Theatre - James Earl Jones als Big Daddy Pollitt in Cat on a Hot Tin Roof – Novello Theatre - Jude Law als Prince Hamlet in Hamlet – Donmar at Wyndham’s Theatre - James McAvoy als Ned und Walker in Three Days of Rain – Apollo Theatre - Ken Stott als Eddie Carbone in A View from the Bridge – Duke of York’s Theatre - Samuel West als Jeffrey Skilling in Enron – Royal Court Theatre / Noël Coward Theatre | - Rachel Weisz als Blanche DuBois in A Streetcar Named Desire – Donmar Warehouse - Gillian Anderson als Nora Helmer in A Doll’s House – Donmar Warehouse - Lorraine Burroughs als Camae in The Mountaintop – Trafalgar Studio 1 - Imelda Staunton als Kath in Entertaining Mr Sloane – Trafalgar Studio 1 - Juliet Stevenson als Stephanie Anderson in Duet for One – Almeida Theatre / Vaudeville Theatre                                                                   |
| Bester Darsteller Musical | Beste Darstellerin Musical |
| - Aneurin Barnard als Melchior Gabor in Spring Awakening – Novello Theatre - Rowan Atkinson als Fagin in Oliver – Theatre Royal Drury Lane - Bob Golding als Eric Morecambe in Morecambe – Duchess Theatre - Alexander Hanson als Frederik in A Little Night Music – Garrick Theatre - Tony Sheldon als Bernadette in Priscilla, Queen of the Desert – Palace Theatre | - Samantha Spiro als Dolly Levi in Hello, Dolly – Regent’s Park Open Air Theatre - Melanie C als Mrs. Johnstone in Blood Brothers – Phoenix Theatre - Patina Miller als Deloris Van Cartier in Sister Act – London Palladium - Hannah Waddingham als Desirée Armfeldt in A Little Night Music – Garrick Theatre - Charlotte Wakefield als Wendla Bergmann in Spring Awakening – Novello Theatre                                                                              |
| Bester Darsteller in einer Nebenrolle Theaterstück | Beste Darstellerin in einer Nebenrolle Theaterstück |
| - Eddie Redmayne als Ken in Red – Donmar Warehouse - Mackenzie Crook als Ginger in Jerusalem – Royal Court Theatre / Apollo Theatre - Rory Kinnear als Mitya in Burnt by the Sun – National Theatre Lyttelton - Tim Pigott-Smith als Ken Lay in Enron – Royal Court Theatre / Noël Coward Theatre | - Ruth Wilson als Stella Kowalski in A Streetcar Named Desire – Donmar Warehouse - Hayley Atwell als Catherine Carbone in A View from the Bridge – Duke of York’s Theatre - Michelle Dockery als Maroussia in Burnt by the Sun – National Theatre Lyttelton - Alexandra Gilbreath als Olivia in Twelfth Night – Duke of York’s Theatre - Keira Knightley als Jennifer in The Misanthrope – Comedy Theatre - Rachael Stirling als Rebecca in The Priory – Royal Court Theatre |
| Beste Leistung in einer Nebenrolle Musical | |
| - Iwan Rheon als Moritz Stiefel in Spring Awakening – Novello Theatre - Sheila Hancock als Mother Superior in Sister Act – London Palladium - Maureen Lipman als Madame Armfeldt in A Little Night Music – Garrick Theatre - Kelly Price als Countess Charlotte Malcolm in A Little Night Music – Garrick Theatre | |
| Bester Regisseur / Beste Regisseurin | Bester Choreograph / Beste Choreographin |
| - Rupert Goold für Enron – Royal Court Theatre / Noël Coward Theatre - Michael Grandage für Hamlet – Donmar at Wyndham’s Theatre - Lindsay Posner für A View from the Bridge – Duke of York’s Theatre - Ian Rickson für Jerusalem – Royal Court Theatre / Apollo Theatre - Bijan Sheibani für Our Class – National Theatre Cottesloe | - Stephen Mear für Hello, Dolly – Regent’s Park Open Air Theatre - Matthew Bourne für Oliver – Theatre Royal Drury Lane - Bill T. Jones für Spring Awakening – Novello Theatre - Anthony Van Laast für Sister Act – London Palladium |
| Bester Bühnenbildner / Beste Bühnenbildnerin | Bester Kostümdesigner / Beste Kostümdesignerin |
| - Ultz for Jerusalem – Royal Court Theatre / Apollo Theatre - Pete Bishop und Mark Thompson für England People Very Nice – National Theatre Olivier - Christopher Oram für Red – Donmar Warehouse - Anthony Ward für Enron – Royal Court Theatre / Noël Coward Theatre | - Tim Chappel und Lizzy Gardiner für Priscilla, Queen of the Desert – Palace Theatre - Peter McKintosh für Hello, Dolly – Regent’s Park Open Air Theatre - Christopher Oram für Madame de Sade – Donmar at Wyndham’s Theatre - Amy Roberts für The Misanthrope – Comedy Theatre |
| Bester Lichtdesigner / Beste Lichtdesignerin | Bester Sounddesigner / Beste Sounddesignerin |
| - Mark Henderson für Burnt by the Sun – National Theatre Lyttelton - Kevin Adams für Spring Awakening – Novello Theatre - Jon Clark für Three Days of Rain – Apollo Theatre - Mark Henderson für Enron – Royal Court Theatre / Noël Coward Theatre | - Brian Ronan für Spring Awakening – Novello Theatre - Andrew Bruce und Nick Lidster für Mother Courage and Her Children – National Theatre Olivier - Ian Dickinson für Jerusalem – Royal Court Theatre / Apollo Theatre - Christopher Shutt für Every Good Boy Deserves Favour – National Theatre Olivier |
| Herausragende Leistungen Ballett | Beste neue Ballettproduktion |
| - Rambert Dance Company für ein herausragendes Jahr mit neuen Arbeiten - Colin Dunne in Out of Time – Barbican Centre / The Pit - Michael Hulls für das Lichtdesign von Two:Four:Ten – London Coliseum; Afterlight, Ex Machina und Eonnagata – Sadler’s Wells Theatre | - Goldberg: The Brandstrup-Rojo Project, ROH2 – Royal Opera House - A Linha Curva, Rambert Dance Company – Sadler’s Wells Theatre - Afterlight – Sadler’s Wells Theatre - E=mc², Birmingham Royal Ballet – Sadler’s Wells Theatre - The Rite of Spring, Fabulous Beast Dance Theatre – London Coliseum |
| Herausragende Leistungen Oper | Beste neue Opernproduktion |
| - Nina Stemme in Tristan und Isolde, The Royal Opera – Royal Opera House - Anja Kampe in Der fliegende Holländer, The Royal Opera – Royal Opera House - Stuart Skelton in Peter Grimes, English National Opera – London Coliseum - Michael Volle in Lulu und Tristan und Isolde, The Royal Opera – Royal Opera House | - Tristan und Isolde, The Royal Opera – Royal Opera House - Der fliegende Holländer, The Royal Opera – Royal Opera House - Lulu, The Royal Opera – Royal Opera House - Peter Grimes, English National Opera – London Coliseum |
| Herausragende Theaterleistungen | |
| - Cock – Royal Court Upstairs - Ìyà Ilé: The First Wife – Soho Theatre / Tiata Fahodzi - The Great Game – Tricycle Theatre | |
| Zuschauerpreis für die beliebteste Show | |
| - Wicked – Apollo Victoria Theatre - Billy Elliot – Victoria Palace Theatre - The Phantom of the Opera – Her Majesty’s Theatre - War Horse – New London Theatre - We Will Rock You – Dominion Theatre | |

## Sonderpreise
| Kategorie                         | Preisträger    |
| --------------------------------- | -------------- |
| Sonderpreis der Society of London | Maggie Smith   |
| Lebenswerk                        | Michael Codron |

## Statistik

### Mehrfache Nominierungen
- 7 Nominierungen: Spring Awakening
- 6 Nominierungen: Enron, Jerusalem
- 5 Nominierungen: A Little Night Music
- 4 Nominierungen: A View from the Bridge, Hello, Dolly, Sister Act
- 3 Nominierungen: A Streetcar Named Desire, Burnt by the Sun, Oliver, Priscilla, Queen of the Desert, Red, The Misanthrope, Three Days of Rain, Tristan und Isolde
- 2 Nominierungen: Afterlight, Cat on a Hot Tin Roof, Der fliegende Holländer, England People Very Nice, Hamlet, Lulu, Morecambe, Peter Grimes, The Mountaintop, The Priory

### Mehrfache Gewinne
- 4 Gewinne: Spring Awakening
- 3 Gewinne: Hello, Dolly
- 2 Gewinne: A Streetcar Named Desire, Jerusalem, Tristan und Isolde